# Gustav Frank (Lithograf)
Gustav Frank (* 26. Dezember 1819 in Stralsund; † 8. April 1888 in Dessau) war ein deutscher Landschaftsmaler, Lithograf und Zeichner.

## Leben

Ansicht der Stadt Oldenburg von Osten, um 1852

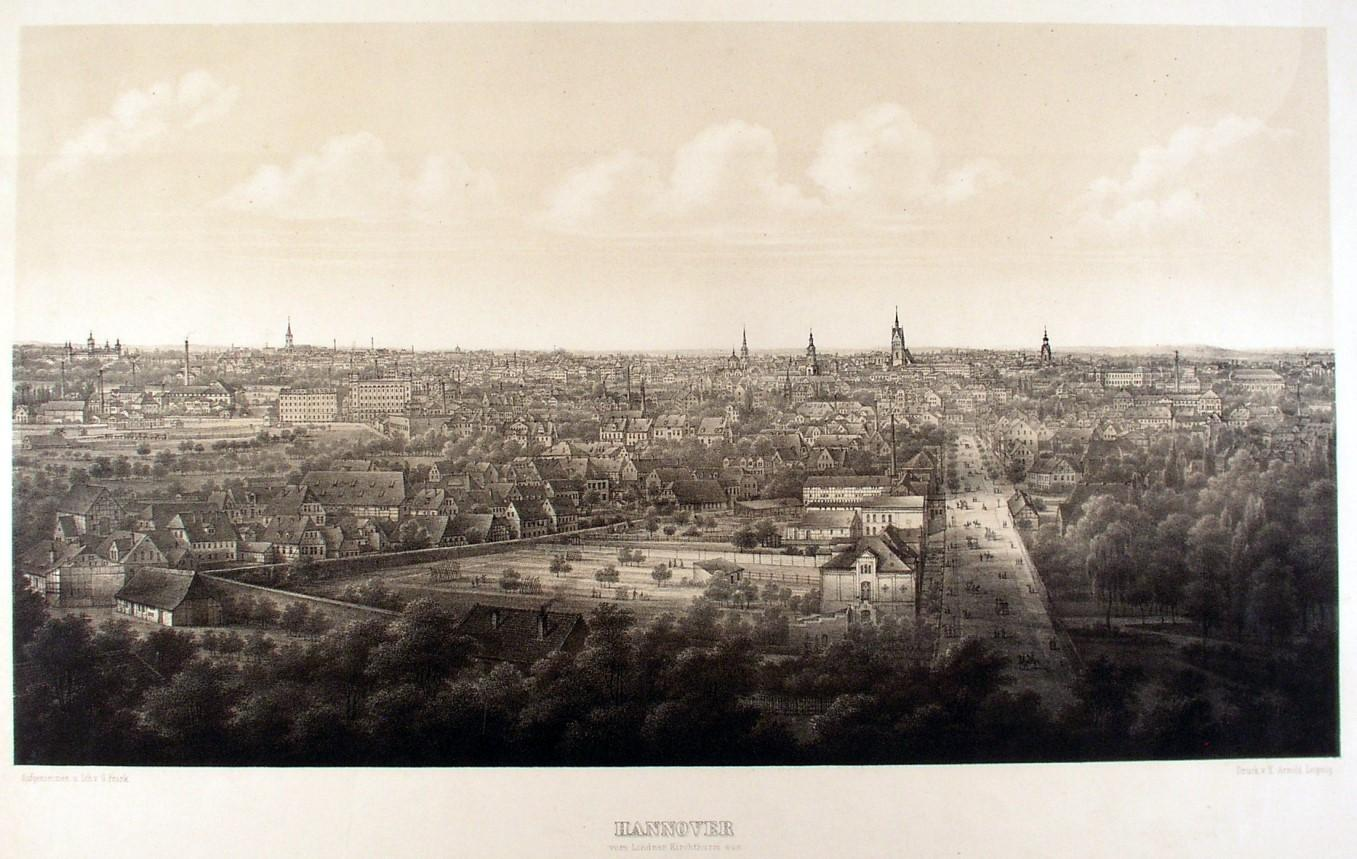
Detailreiche Gesamtansicht um 1860 als Vedute, untertitelt „Hannover vom Lindner Kirchthurm aus“; gedruckt in der Lithographischen Anstalt H. Arnold, Leipzig, circa 34 × 61 cm

Gustav Frank wurde als Sohn des Schauspielers und Dekorationsmalers Carl Friedrich Frank in Stralsund geboren und evangelisch getauft. 1853 heiratete er Auguste Frühsorge. Den Eheleuten wurde ein Sohn, Eugen Oskar, geboren, der als Maler und Fotograf wirkte. Die Familie Gustav Frank lebte in Dessau.

## Werke
Gustav Frank hat zahlreiche Veduten deutscher Städte gemalt. Beispiele für seine historischen Ortsansichten: 
- Kuranlagen Alexisbad, Harzgerode, 1852
- Barockschloss Ballenstaedt, 1852
- Der Mägdesprung, Harzgerode, 1852
- Dresden, Blick von der Radeberger Vorstadt und Neustadt auf die Altstadt, um 1860
- Zerbst, um 1860
- Güstrow und Umgebung, um 1850
- Ansicht der Stadt Oldenburg von Osten, um 1852[2]
- Schwerin, um 1860